# Arthur Walter
Arthur Walter (* 20. September 1860 in Riga, Gouvernement Livland, Russisches Kaiserreich; † 16. Mai 1919 in Riga, Lettische SPR), mit vollem Namen Arthur Hugo Walter, lettisch Artūrs Hugo Valters, war ein deutsch-baltischer Pastor. Er gilt als evangelisch-lutherischer Bekenner und ist auf dem Rigaer Märtyrerstein verzeichnet.
Die Datumsangaben in diesem Artikel richten sich, wenn nicht anders angegeben, für den Zeitraum bis 1918 nach dem julianischen Kalender.

## Leben

### Vor dem Lettischen Unabhängigkeitskrieg
Arthur Walter war ein Sohn des Apothekers August Walter. Er besuchte von 1869 bis 1870 die Kuhlssche Schule, von 1871 bis 1875 die Zincksche Schule und von 1876 bis 1879 das Stadtgymnasium in Riga, das er mit dem Abitur abschloss. Er wurde nach seinem von 1879 bis 1884 betriebenen Theologiestudium, dem Erwerb des Kandidatengrades an der Kaiserlichen Universität Dorpat und seinen Prüfungen vor dem Konsistorium in Riga im Jahre 1884 am 31. März 1885 in Riga von General-Superintendent Heinrich Otto Reinhold Girgensohn ordiniert. Ab dem 14. September 1879 war er Mitglied des Theologischen Vereins Dorpat; 1882 wurde er Archivar, 1883 Bibliothekar des Vereins. Sein Probejahr verbrachte er von 1885 bis 1886 bei Pastor Walter in Kremon in Livland.
Ab 1886 hatte er sein erstes Amt inne, das auch sein letztes werden sollte. So diente er als Pastor des ersten lettischen Teils der sehr großen Rigaer St.-Gertrud-Gemeinde, während Oskar Schabert für den deutschen Teil und der Lette Karl Freudenfeld für den zweiten lettischen Teil zuständig war. Zur Gesamtgemeinde gehörten insgesamt 47.000 Personen, davon 12.000 zum deutschen Teil und 35.000 zum lettischen Teil. Die Mitglieder der Gemeinde lebten über die gesamte Stadt verstreut. 
Am 17. September 1886 heiratete Arthur Walter Hedwig Hermine Walter.
Walter hatte sehr gute Lettischkenntnisse. Er engagierte sich so für seine Gemeinde, dass er oft überarbeitet war. Hauptthema seiner Predigten war die Liebe und Gnade Gottes, was auch auf seine eigenen Lebenserfahrungen zurückging. Glaubenszweifel schien er niemals zu haben. Sein Leben war von der Gemeindearbeit bestimmt. Er kümmerte sich trotz der ungeheuren Größe der Gemeinde auch um Kleinigkeiten und konnte so auch ein persönliches Verhältnis zu vielen Einzelpersonen aufbauen. 
Wegen der Größe der Gemeinde fanden jeden Sonntag drei Gottesdienste in der einzigen Kirche mit wechselnden Terminen statt. Dies führte zu Verwirrungen und trotz des guten Verhältnisses zwischen den Geistlichen an hohen Feiertagen auch zu Reibereien unter den Gemeindegliedern, da einige Personen bereits für den nächsten Gottesdienst in die Kirche drängten, bevor der vorhergehende beendet war. Deshalb wurde eine weitere Kirche für die lettischen Gemeindeteile errichtet. 
Die Grundsteinlegung erfolgte am Donnerstag nach Pfingsten, dem 29. Mai 1903 um 14 Uhr auf dem ehemaligen Marktplatz. Walter legte dabei die Bibel in die Kapsel, sprach ein lettisches Schlussgebet sowie den Segen; er wird auch in der Grundsteinlegungsurkunde erwähnt. Die Kirche Neu-St. Gertrud (Neue Kirche der Heiligen Gertrud, lettisch: Evaņģēliski luteriskā jaunās svētās Ģertrūdes baznīca), an der Walter und Freudenfeld danach dienten, wurde 1906 fertiggestellt.
1911 wurde Arthur Walter gemeinsam mit Xaver Marnitz und anderen Geistlichen mit dem Brustkreuz ausgezeichnet.

### Während des Lettischen Unabhängigkeitskrieges
Während des Lettischen Unabhängigkeitskrieges wurden Walter und seine Frau von Bolschewiki inhaftiert. Als sie getrennt wurden, rief er ihr ruhig zu:

„Vergiss es nicht: Größer als der Helfer ist die Not ja nicht.“

Die Haft im Zentralgefängnis setzte ihm sehr zu, worüber er sich aber nie beklagte. Stattdessen spendete er Vielen Trost. Körperlich war er wenig widerstandsfähig. Die Gefängnisverwaltung nahm ihm die Stiefel ab, da sie angeblich für die Armee gebraucht wurden. Stattdessen erhielt er Bastschuhe. Mit dieser Fußbekleidung musste er die Straße enteisen. So stand er mit nassen Füßen in eiskaltem Wasser. Es gab keine Strümpfe zum Wechseln. Er war ständig erkältet, woran er sehr litt. Hinzu kam der Hunger, unter dem alle Gefangenen litten. So infizierte er sich mit dem im Gefängnis grassierenden Fleckfieber. Die Bolschewiki konnten und wollten diese Epidemie nicht bekämpfen. Die „Bourgeoisie“, so ihre Meinung, sollte ruhig sterben. 
Die Ehefrau Walters wurde nach kurzer Zeit freigelassen und hörte von der Krankheit ihres Mannes. Wochenlang versuchte sie erfolglos, zu erreichen, zu ihrem Mann vorgelassen zu werden. Der Arzt, der ihn behandelte, berichtete ihr, dass Walter seine Krankheit mit großer Geduld ertrage. Beunruhigt sei er aber von der wirtschaftlichen Not seiner Familie, deren Besitz vollständig konfisziert worden war. 
Es kam schließlich doch noch zu einem Treffen zwischen Walter und seiner Frau, das aber nur zehn Minuten dauern durfte. Er war bewusstlos, so stark abgemagert, dass er nicht mehr zu erkennen war, und lag im Sterben. Bei diesem Treffen stand der Wärter mit der Uhr in der Hand neben der Frau und schickte sie heraus, als die Zeit abgelaufen war. Arthur Walter starb nur zwei Stunden später friedlich an seiner Krankheit.

## Nachleben
Seine Gemeinde wurde von Arthur Walters Tod aufgerüttelt. Ungeachtet der großen Gefahr durch die Bolschewiki erreichte es die Gemeinde, dass der Pastor in einem angemessenen Sarg kirchlich beigesetzt werden konnte. Trotz der immensen Größe der Kirche war diese vollständig besetzt. So hatte Walters Tod zu einem ersten deutlichen Signal der Rigaer Letten gegen die Bolschewiki geführt.
Nur sechs Tage nach dem Tod Arthur Walters wurde Riga durch die Baltische Landeswehr erobert.